# Follow dead
 (décembre 2023).
Si vous disposez d'ouvrages ou d'articles de référence ou si vous connaissez des sites web de qualité traitant du thème abordé ici, merci de compléter l'article en donnant les références utiles à sa vérifiabilité et en les liant à la section « Notes et références ».
Pour plus de détails, voir Fiche technique et Distribution.
Follow_dead (Dear David) est un thriller horrifique américain réalisé par John McPhail et sorti en 2023.

## Fiche technique
Sauf indication contraire, les informations mentionnées dans cette section peuvent être confirmées par les bases de données cinématographiques IMDb et Allociné,  présentes dans la section « Liens externes ».
- Titre original : Dear David
- Réalisation : John McPhail
- Scénario : Mike Van Waes et Evan Turner, d'après l'œuvre d'Adam Ellis
- Musique : Doug Bernheim et Axel Bauer
- Décors :
- Costumes : Olga Barsky
- Photographie : Stephen Chandler Whitehead
- Son : Heather Andrews et Stewart Simpson
- Montage : David Arthur et Glenn Garland
- Production : Naysun Alae-Carew, Jason Moring, Michael Philip, Richard Alan Reid et Charlotte Walsh
  - Production délégué : Jonathan Eirich, Dan Lin, Lauren Lamarr, Dan Scheinkman, Bia Tafner et Evan Turner
  - Coproducteur : Dan Katt
- Sociétés de production : Lionsgate, Buzzfeed Films et Rideback
- Société de distribution : Metropolitan Filmexport et Lionsgate
- Budget : n/a
- Pays de production :  États-Unis
- Langue originale : anglais
- Format :
- Genre : Thriller horrifique
- Durée : 94 minutes
- Dates de sortie :
  - Royaume-Uni : 6 octobre 2023 (Internet)
  - États-Unis : 
    - 12 octobre 2023 (Los Angeles)
    - 13 octobre 2023 (en salles et VàD )

  - Canada : 13 octobre 2023 (VàD)
  - France : 13 décembre 2023

## Distribution
- Augustus Prew (VF : Benjamin Bollen) : Adam Ellis
- Andrea Bang (en) (VF : Geneviève Doang) : Evelyn
- Justin Long (VF : Anatole de Bodinat) : Bryce
- René Escobar Jr. (VF : Alexis Gilot) : Kyle Sanchez
- Cameron Nicoll : David
- Rachel Wilson (VF : Sybille Tureau) : Linda
- David Tompa (VF : Loïc Guingand) : Fred
- Ethan Hwang (VF : Tom Boutry) : James
- Tricia Black (en) (VF : Vanessa Van-Geneugden) : Norris
- Sarah Swire (VF : Chloé Berthier) : Miss Nola
- Aviva Mongillo (en) (VF : Alice Orsat) : Chloe
- Seth Murchison (VF : Matt Mouredon) : Kevin
- Masini McDermott (VF : Corinne Wellong) : Phyllis

Version française dirigée par Danielle Perret chez Dubbing Brothers, d'après une adaptation des dialogues de Déborah Perret.
 Source et légende : version française (VF) sur RS Doublage et carton cinématographique du doublage français.